# Мавродоглу, Дьямандис
Дьямандис Мавродо́глу (греч. Διαμαντής Μαυροδόγλου, 1924 — 7 ноября 2023) — греческий коммунист и профсоюзный деятель, участник антифашистского Сопротивления (1941—1944), Гражданской войны в Греции (1946—1949) и борьбы против военной диктатуры (1967—1974).
Деятель Коммунистической партии Греции, три раза избирался в состав Центрального комитета партии. Избирался депутатом в Парламент Греции от компартии («Первый строитель-депутат парламента»). Председатель Федерации строителей.

## Биография
Родился в 1924 году в Эллинико, пригороде греческой столицы, принявшего тысячи беженцев Малоазийской катастрофы и понтийского геноцида.
Профессией отца указывается крестьянин, мать упоминается как дочь учителя.
Окончив начальную школу поступил в «Техническое училище Севастопулоса», где проучился два года, но в возрасте 15 лет был вынужден прервать учёбу чтобы поддержать семью материально.
Через год началась Италогреческая война, но будучи ещё малолеткой не был призван в армию.
В первые два года последовавшей тройной германо-итало-болгарской оккупации Греции оставался в Эллинико со своей семьёй.

## Сопротивление
Начиная с 1943 года городские отряды ЭЛАС практически контролировали пригороды Афин, что выделяло на тот момент греческую столицу на фоне других оккупированных столиц Европы.
Оккупационные войска совершали налёты в пригороды, как правило в дневное время суток.
Восхищённый борьбой афинян французский эллинист Роже Милльекс писал, что Афины являлись «столицей европейского Сопротивления».
Дом Мавродоглу в Эллинико неоднократно подвергся бомбёжке и он вместе с матерью был вынужден переехать в относительно более спокойный квартал Илиуполис, где связался с организациями Сопротивления.
Он вступил в отряды молодёжной организации ЭПОН, а затем в городские отряды ЭЛАС приняв участие в обороне восточных пригородов Афин.
В начале 1944 года он стал членом компартии Греции.
В декабре 1944 года принял участие в боях городских отрядов ЭЛАС против британской интервенции и с уходом отрядов из Афин оказался в Фессалии, в городе Лариса.
Первоначальные планы командования ЭЛАС о продолжении партизанской войны, на этот раз не против Вермахта, а против армии союзной Великобритании, были отменены после подписания Варкизского соглашения и разоружения ЭЛАС.
Мавродоглу вернулся в Илиуполис и принял участие в воссоздании партийной организации этого пригорода, где был избран членом руководящего партийного бюро.

## Гражданская война
Варкизское соглашение не привело к примирению в стране, а сдавшие оружие эласиты стали лёгкими жертвами произвола и террора монархистских банд.
В июне 1945 года группа монархистов из антикоммунистической организации «Хи» («χ») совершила ночью налёт на дом Мавродоглу и увела его в горы. Он подвергся многодневным пыткам, после чего оказался в больнице.
Будучи рабочим на кожевенном заводе, в начале 1946 года был избран представителем от 6-го городского партийного сектора на 7-й съезд компартии.
В этот же период стали формироваться первые отряды самообороны. Мавродоглу стал руководителем одного из отрядов в его квартале.
В октябре 1946 года его дом был осаждён жандармерией и монархистами «χ». Он был избит на глазах его матери и в попытке бегства был ранен в ногу.
Пробыв месяц в больнице был отправлен в тюрьму «Хадзикостас», где был помещён в изолятор из которого он вышел только после восьмидневной голодовки.
Он был осуждён на 6 лет тюремного заключения за нелегальное хранение оружия. По этой же статье его мать была осуждена на два с половиной года заключения, а их имущество было конфисковано.

## После гражданской войны
Гражданская война завершилась в 1949 году. Мавродоглу вышел из тюрьмы в 1950 году и сразу же вступил в контакт с подпольными организациями компартии.
В 1952 году он поступил на работу в кожевенную фабрику, где был избран секретарём профсоюза, а затем секретарём отраслевого сектора профсоюза от легальной левой партии ЭДА.
В 1962 году он был уволен с работы по причине его профсоюзной деятельности. По этой же причине и будучи в чёрном списке не мог найти работу на других фабриках и стал свободным строителем-мраморщиком. Впоследствии стал членом правления профсоюза строителей от ЭДА.
На муниципальных выборах 1965года был избран членом совета муниципалитета в Эллинико.
В 1965 году, невзирая на существование легальной ЭДА, компартия приняла решение о восстановлении подпольных организаций партии и он одним из первых создал подпольную организацию среди строителей.

## Диктатура
21 апреля 1967 года, в первый же день переворота и установления режима Чёрных полковников, Мавродоглу был арестован в числе потенциально опасных противников, что было своего рода признанием его политической роли.
Из тюрьмы в Филадельфии он был отправлен в лагерь на остров Юра, где пробыл более двух лет.
Впоследствии и в числе других 1200 политических заключённых был переведен в Лакки на острове Лерос.
Военная интервенция/вмешательство армий Варшавского договора в Чехословакию в 1968 году вызвала раскол среди узников греческих лагерей, а затем и в компартии в целом. Мавродоглу без колебаний принял «просоветскую» сторону и поддержал решения XII пленума партии.
Он был освобождён в августе 1970 года и сразу же связался с подпольными организациями партии.

## Политическая деятельность после диктатуры
После падения хунты в 1974 году вернулся к профсоюзной деятельности, способствуя восстановлению запрещённых диктатурой просоюзных организаций и «возвращению профсоюза строителей в классовые силы».
Был избран председателем профсоюза строителей. Оставался на этом посту до 1985 года.
На X съезде партии был избран членом центрального комитета и переизбрался на этот пост на XI, XII и XV съездах партии.
В ноябре 1977 года был избран в Парламент Греции депутатом от компартии и после ряда переизбраний сохранял свой парламентский статус до 1989 года.
В ноябре 1989 года вышел на пенсию, но и здесь, в 1992 году был избран председателем Федерации пенсионеров оставаясь на этом посту многие годы.
Умер 7 ноября 2023 года.
Похоронен соблюдая гражданский (не церковный) ритуал на кладбище в Эллинико 9 ноября 2023 года.
На гражданской панихиде, наряду с десятками соратников по партии и антифашистской борьбе присутствовали четыре члена Политбюро ЦК партии, которые в своих речах заявили что он, будучи убеждённым коммунистом, «заслуженно занял место в ряду несгибаемых классовой борьбы»,.
Товарищами по партии стали сын Зафирис и дочь Дора а также внук Ставрос